# Hvars stadsmurar

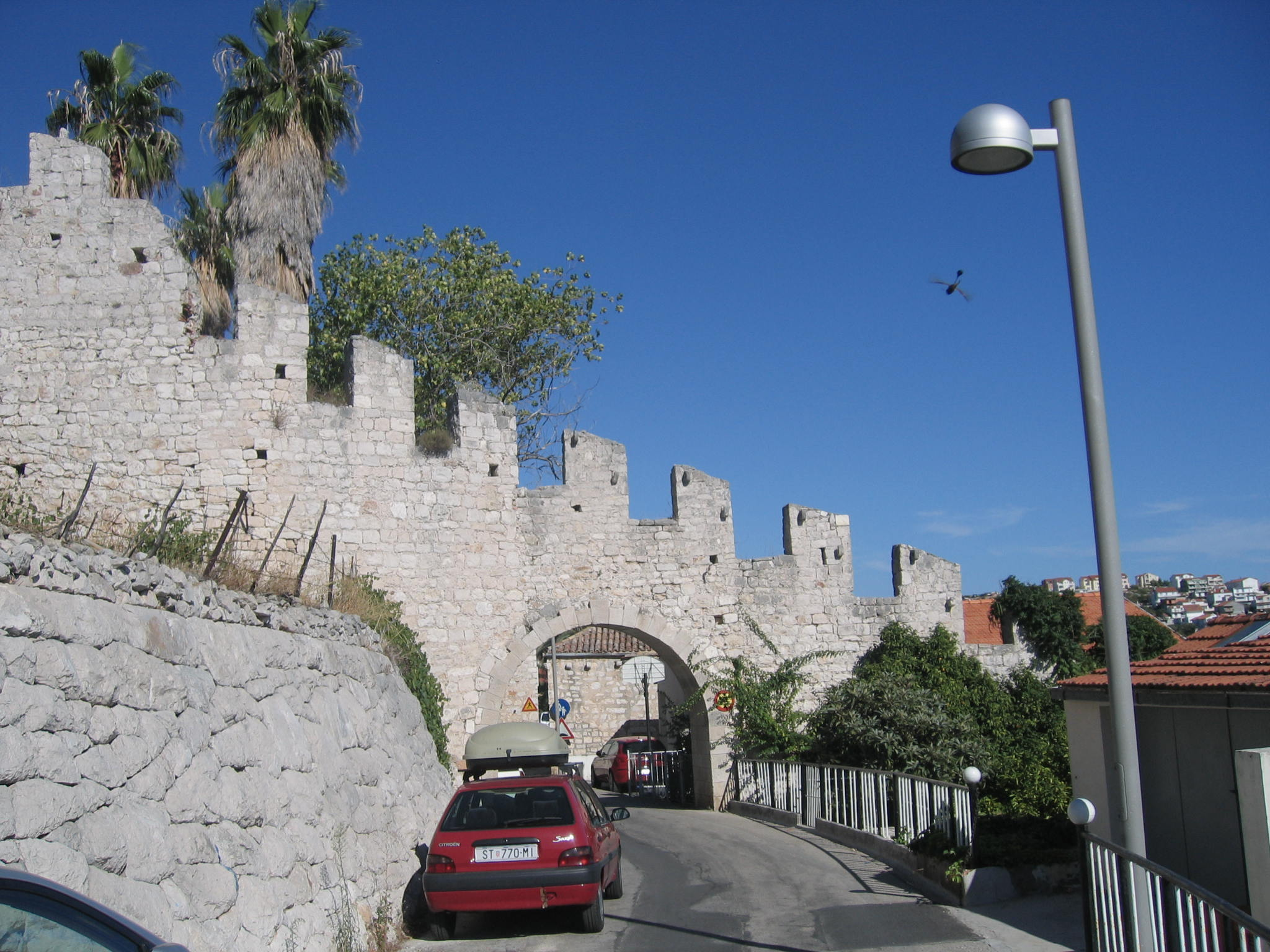
En av stadsmurens fyra stadsportar år 2008.

Hvars stadsmurar (kroatiska: Hvarske gradske zidine), lokalt kallade "Stadmurarna" (Gradske zidine), är en äldre och i stora delar bevarad kulturminnesmärkt stadsmur i Hvar i Kroatien. Den uppfördes på 1200–1500-talet och utgjorde tillsammans med fästningen Fortica det medeltida Hvars främsta försvarslinje. 

## Historik
År 1278 blev Hvar en venetiansk besittning sedan Hvar-borna av egen fri vilja bett Republiken Venedig om beskydd. Uppförandet av de första stadsmurarna påbörjades samma år av den venetianska administrationen. Det är idag oklart om det på platsen för murarna tidigare existerat någon annan form av skyddsbarriär, till exempel palissader. Uppförandet av de nya murarna fortskred mycket långsamt. Detta styrks av ett venetiansk beslut från åren 1326–1327 som tyder på att Hvar-borna erbjöds betalning för slutförandet av de då ännu inte färdigställda stadsmurarna.
Under medeltiden hade Hvar olika härskare, däribland den venetianske dogen, ungersk-kroatiska kungar och bysantinska kejsare. År 1420 befäste Venedig slutligen kontrollen över staden och den venetianska administrationen varade till republiken upplösnings år 1797. Under denna period tillbyggdes och utökades stadsmurarna. Stadsmurens utseende av idag härstammar från tillbyggnationen på mitten av 1400-talet. På grund av befolkningstillväxt expanderade Hvar utanför stadsmuren som redan på 1500-talet förlorade sin ursprungliga betydelse som försvarsverk.

## Beskrivning
Hvars stadsmurar är uppförda i romansk stil och har tre bevarade fyrkantiga torn. Den består av två delar som båda utgår från Forticafästningen och sedan löper ned för bergsryggen i riktning mot centrum. Den västra muren löper från fästningen och lodrätt nedåt medan den östra muren gör en kantig båge på sin väg mot centrum. Stadsdelen innanför murarna kallas för Groda som på lokal dialekt betyder "Staden". Muren har fyra stadsportar: den sydvästra stadsporten Porta Maestra är huvudporten. Den sydöstra porten vid Biskopspalatset kallas för Jungfru Marias port, den västra Gojave och den östra Porta Badeor eller Gradno vrota med betydelsen "Stadsporten" på lokal dialekt.  